# أبو علي الخياط

## نبذة
هو أبو علي يحيى بن غالب الخياط، اشتهر بالفلك، توفي سنة 220 هجرية.

## سيرته
هو أبو علي يحيى بن غالب الخياط، عالم فلكي معروف. ذكره ابن النديم في الفهرست، وذكر من آثاره: (كتاب المواليد) نقل إلى اللاتينية، (كتال المدخل)، (كتاب المسائل)، (كتاب المعاني)، (كتاب الدول)، (كتاب سر الأعمال). وكانت وفاته حوالي السنة 220 هـ.